# خوابگردی
خوابگردی (به انگلیسی: somnambulism) قدم زدن و انجام دادن کارهایی به صورت نیمه‌خودکار در ضمن خواب است بی‌آنکه شخص در بیداری آنچه را انجام داده به یاد آورد. اصولاً خوابگردی منشأ خانوادگی دارد و ارثی است.
خوابگردی یکی از اختلالات خواب است که در رشته روان‌شناسی خواب مورد مطالعه و بررسی قرار می‌گیرد. در این حالت بدن بیدار و ذهن در خواب است. در این حالت ممکن است بیمار در خواب راه برود، بدود، لباس بپوشد، حمام یا ادرار کند، رانندگی کند، اشیاء را پرت کند. بر اساس برخی منابع آماری، هجده درصد جمعیت جهان خوابگرد هستند.
آمار هم چنین نشان می‌دهد که ۱۶ درصد کودکان در ایالات متحده آمریکا، خوابگرد هستند. حدود ۸۷ درصد خوابگردان مرد هستند. بعضی خوابگردها در حین خوابگردی چشم خود را نمی‌بندند. خوابگردی ممکن است زمانی مانند ۳۰ ثانیه یا ممکن است زمانی مانند ۳۰ دقیقه طول بکشد.

## خوابگردی

### علائم و نشانه‌ها
مشخصه‌های خوابگردی:
- برانگیختگی جزئی در هنگام حرکت غیر سریع (NREM) در خواب، به‌طور معمول در اولین سه شب.
- دیدن رؤیایی که ممکن است هنگام بیدار شدن به خاطر آورده نشود.
- رفتار حرکتی همخوان با رؤیایی که ممکن است ساده یا پیچیده باشد.
- اختلال در درک محیط.
- اختلال در قضاوت، برنامه‌ریزی و حل مسئله.

چشم‌های خوابگرد خواب باز است اما ممکن است به صورت خیره یا خالی از احساس باشد و مردمک چشم گشاد می‌باشد. آنها غالباً گمراه شده و متعاقب آن بیدار می‌شوند: خوابگرد ممکن است گیج و مبهوت باشد، و ممکن است نداند چرا یا چگونه از رختخواب بلند شده‌است. با این حال، گمراهی ظرف چند دقیقه کمرنگ می‌شود. آنها ممکن است هنگام راه رفتن در خواب صحبت کنند، اما معمولاً این صحبت برای ناظر منطقی نمی‌باشد. درجات مختلفی از فراموشی در ارتباط با راه رفتن در خواب وجود دارد، فراموش کردن، خاطرات مبهم یا روایتی.

### پیامدها
اکثر افراد خوابگرد در برخی از زمان‌های خوابگردی دچار جراحات شده‌اند که اغلب آسیب‌های جزئی مانند بریدگی یا کوفتگی می‌باشد. با این حال در موارد نادر، افراد خوابگرد دچار شکستگی استخوان شده و در اثر سقوط جان خود را از دست داده‌اند. خوابگردان ممکن است به دلیل برهنه ظاهر شدن در انظار عمومی، خجالت زده شوند.

## علل
علت راه رفتن در خواب مشخص نیست. تعدادی از فرضیه‌هایی که هنوز اثبات نشده‌اند، عللی را که باعث بروز خوابگردی می‌شود را بدین شکل توضیح می‌دهند: تأخیر در بلوغ سیستم عصبی مرکزی، افزایش موج خواب آهسته، کمبود خواب، تب و خستگی بیش از حد. ممکن است یک مولفه ژنتیکی برای خوابگردی وجود داشته باشد. یک مطالعه نشان داد که ۴۵٪ کودکانی که یکی از والدین آنها عارضه خوابگردی را دارند و در ۶۰٪ کودکانی که هر دوی والدین در خواب راه می‌روند، دچار خوابگردی می‌شوند.

## تشخیص
پلی سومنوگرافی تنها ارزیابی دقیق از یک دوره خوابگردی است. از آنجا که این کار پرهزینه است و شب‌هایی که افراد خوابگردی می‌کنند معمولاً کم است، اقدامات دیگری برای تشخیص به کار گرفته می‌شود که معمولاً شامل گزارش خود فرد، والدین یا شریک زندگی است. سه سیستم تشخیصی رایج که به‌طور کلی برای اختلالات راه رفتن در خواب استفاده می‌شود، طبقه‌بندی بین‌المللی بیماری‌ها، طبقه‌بندی بین‌المللی اختلالات خواب ۳ و کتابچه راهنمای تشخیصی و آماری می‌باشد.

### برنامه‌ریزی ایمنی
برای کسانی که خوابگردی برایشان مخاطره آمیز است، زنگ خطر درب ممکن است مقداری از حفاظت را فراهم آورد. انواع مختلفی از زنگ هشدارهای درب وجود دارد که می‌تواند به درب اتاق خواب متصل شده و هنگام باز شدن درب، زنگ هشدار به صدا در آید. مقصود از زنگ هشدار این است که صدا شخص را کاملاً بیدار کرده و از خوابگردی وی ممانعت گردد، یا اگر خوابگرد با دیگران زندگی می‌کند، صدای زنگ هشدار آنها را وادار می‌کند تا شخص را بررسی و کنترل کنند.
خوابگران باید اتاق خوابشان در طبقه همکف منزل، آپارتمان، خوابگاه، هتل و غیره تعبیه کنند.
به دلیل این عارضه، خوابگردان نباید در اتاق خواب یا هر اتاق از خانه سلاح‌هایی را که به راحتی (اسلحه پر شده، چاقو) قابل استفاده است در دسترس داشته باشند. اگر اسلحه وجود دارد، باید آنها را با کلیدهایی که از مخصوص خوابگردان است، قفل کنند.

## تاریخچه
خوابگردی رمز و رازهایی را در خود دارد، اما تا قرن نوزدهم مورد بررسی و تشخیص جدی قرار نگرفته بود. بارون کارل لودویگ فون رایشنباخ (شیمی‌دان و روان‌شناس) آلمانی (۱۷۶۹ و ۱۸۶۹) مطالعات گسترده‌ای را در مورد خوابگردان انجام داد و با استفاده از کشفیات خود نظریه خود را در مورد نیروی اودیک تدوین نمود.
در ابتدا پنداشته می‌شد که خوابگرد فردی است که رؤیا می‌بیند و آن را در واقعیت انجام می‌دهد.
البته در طی خواب در مرحلهٔ حرکت تند چشم در خواب-یعنی مرحله‌ای که فرد خواب رؤیا می‌بیند-مغز انتقال پیام‌های عصبی به‌سوی عضلات اسکلتی یا ماهیچه اسکلتی (به استثنای عضله دیافراگم و عضلات چشم، زیرا در مورد عضله دیافراگم در صورت توقف و اختلال پیام عصبی به آن، تنفس فرد مختل و ممکن است متوقف شد که به مرگ فرد منجر می‌شود. توجه داشته باشید که اغلب اندام‌های درونی انسان، دارای ماهیچه اسکلتی نمی‌باشند و بیشتر دارای ماهیچه صاف و قلب داری ماهیچه قلبی می‌باشد پس در خواب فعالیت آنها متوقف نمی‌شود بلکه فعالیت گروهی زیاد و گروهی دیگر کمتر می‌شود به استثنای قلب که ریتم ثابتی دارد) را متوقف می‌سازد تا انسان رؤیاهای خود را برون‌ریزی نکند یعنی مثلاً وقتی در خواب می‌بیند می‌دود، از رخت‌خواب، بلند نشود و شروع به دویدن نکند که این خود نوعی خوابگردی است و در این حالت مغز بر محیط پیرامون خود کنترلی ندارد یعنی مثلاً هنگام راه رفتن در خواب متوجه محیط اطرف نمی‌شود و به اشیا یا دیوار و افراد برخورد می‌کند به گونه ای نمی‌تواند محیط اطراف را ارزیابی کند، در این حالت اغلب چشمان فرد بسته‌است
نوع دیگر حالتی است که مغز بر محیط پیرامون خود کنترل دارد و چشمان گاهی باز است، فرد در حال خواب متوجه این وضعیت نمی‌شود به‌طور مثال فرد از خواب بیدار می‌شود و می‌بیند در دستشویی است یا درحال کتاب خواندن است و در محل خوابش نیست یا خانوادهٔ فرد می‌بینند که فرد در خواب مسیر مشخصی را حرکت می‌کند و به موانع برخورد نمی‌کند به گونه ای که اینگار بیدار است یا کاری را انجام می‌دهد به گونه ای که به نظر می‌رسد رفتار شخص آگاهانه است در حالی که خود فرد متوجه این وضعیت نمی‌شود

## درمان
خوابگردی را از طریق درمان دارویی به سادگی می‌توان درمان کرد.